# 川崎新一
川崎 新一（かわさき しんいち、1948年（昭和23年）3月1日-）は日本の実業家、銀行家。宮崎太陽銀行の監査役や代表取締役頭取、会長を務めた。

## 来歴・人物
宮崎県出身で明治学院大学経済学部卒。1971年に宮崎相互銀行（現在の宮崎太陽銀行）に入行し、あやめ原支店長や佐土原支店長、事務部長などを歴任して2000年に取締役に就任した。
その後、取締役監査部長などを経て、2004年に常勤監査役に就任したが、2008年に常務取締役となり、専務取締役を経て2011年に代表取締役頭取に就任した。
2016年、林田洋二に頭取を譲って代表取締役会長に就任した。2017年に取締役会長を退任して特別顧問となった。

## 参考資料
- “第115期有価証券報告書” (PDF).   宮崎太陽銀行 (2016年6月27日). 2019年5月25日閲覧。